# Nancy

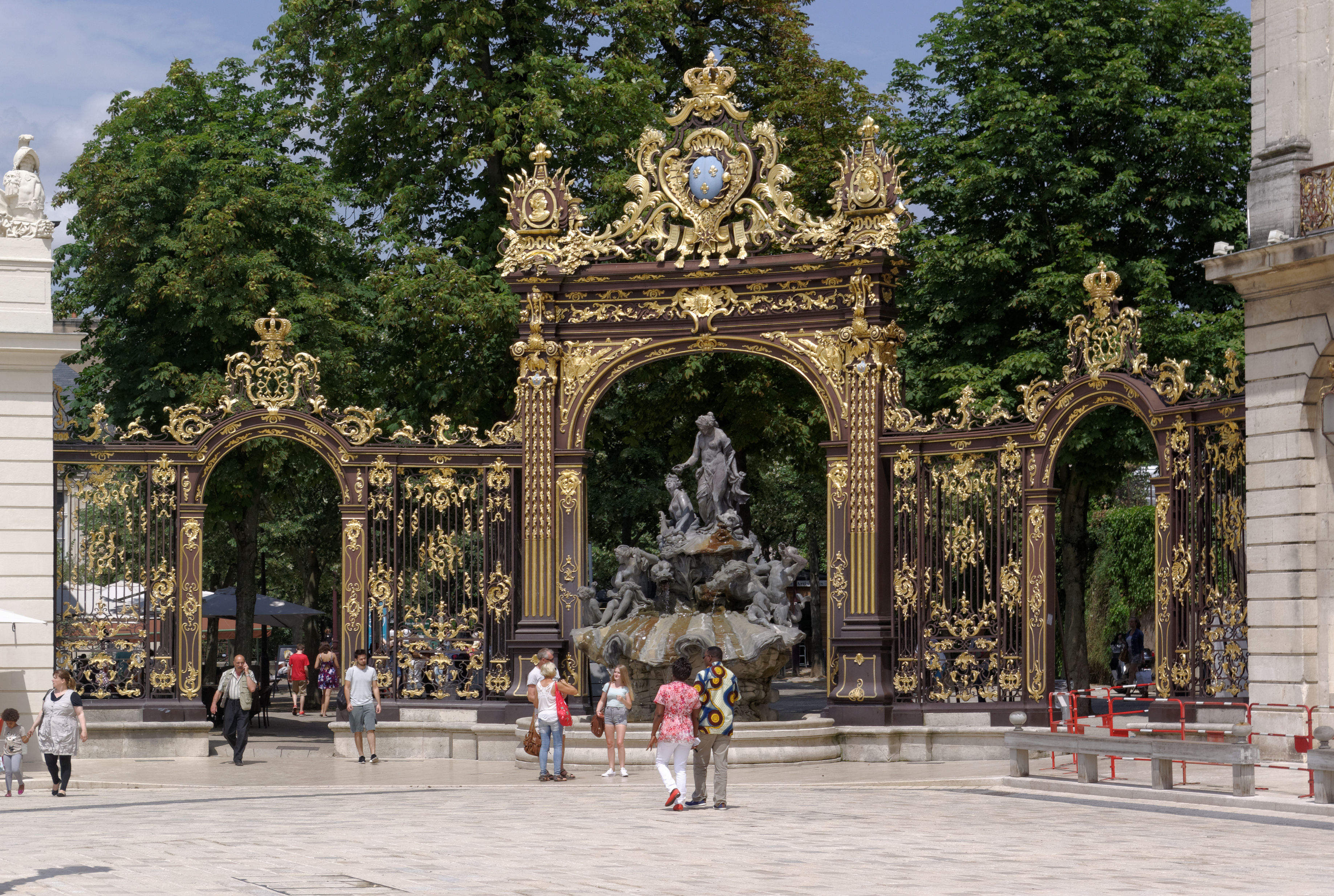
Place Stanislas

Nancy, ou, na sua forma portuguesa, Nanci, é uma comuna francesa situada no departamento de Meurthe-et-Moselle na região de Grande Leste.
É um centro industrial situado em uma região produtora de grande quantidade de minério de ferro. Suas indústrias produzem roupa, alimentos processados e produtos químicos.
A cidade desenvolveu-se em torno de um castelo dos duques de Lorena, que fizeram de Nancy sua capital no século XII. O Ducado da Lorena foi concedido em 1737 a Estanislau I, que estabeleceu sua corte no local e transformou a cidade em uma das mais suntuosas da Europa. 
As atrações de Nancy incluem belos exemplos da arquitetura do século XVIII. Seu principal conjunto arquitetônico é formado pela Place Stanislas, ladeada por prédios desse período. 
O palácio ducal, construído no século XVI, hoje abriga um museu histórico. Na Igreja de Cordeliers, do século XV, estão as tumbas de vários dos duques de Lorena. A cidade é a sede das Universidades de Nancy I e II, fundadas em 1572.

## História
Nanciacum, antiga capital da Lorena. Pensa-se que etimologicamente Nancy provem do celta "Nant" que significa pantano, ao igual que a cidade de "Nantes" a que se atribui a mesma origem celta. Somente mais tarde este nome se transformaria em "Nanciacum" de origem  galo-romano.
Imagina-se que Nancy foi fundada no século V. Porém seus progressos foram lentos, já que no século X tinha pouca importância. O primeiro testemunho escrito de Nancy data de 29 de abril de 1073 em um documento pertencente a Pibon, bispo de Toul, onde se menciona: Oldelrici advocati de Nanceio.
No ano 1131, o duque de Lorena Simon, que se achava em guerra com o arcebispo de Tréveris, foi derrotado próximo a Toul por Geoffroy de Franquemount, chefe das tropas do arcebispo, obrigando-o à buscar refugio em Nancy. Posteriormente, Geoffroy atacou a fortaleza e a sitiou. Surpreendidos, foram forçados a retirar-se. O castelo de Nancy pertencia naquela época a Drogo, filho de Herman, Senescal de Lorena sob o comando do duque de Thierry.
Aproximadamente no ano 1153, Drogo permutou o castelo de Nancy pela castellanía de Rozieres que pertencia ao duque de Lorena, com a condição de que ele e seus descendentes poderiam continuar ostentando o título de Senhores de Nancy. Nesta época a cidade dependia do conde de Champaña, que posuía feudos importantes na diocese de Toul. A princípios do século XIII, Inés, a recebeu por viuvez e transmitiu seu dominio ao duque Mateo II.
Em 1253, os habitantes de Toul, que estavam em guerra com seu bispo, compraram o apoio do duque de Lorena e exigiram que lhes fossem concedidas as cidades de Nancy e Neufchateau como garantia de sua palavra. Este concedeu em 1265 uma carta comum conhecida com o nome de Lei de Beaumont e cujas disposições eram tão populares que as cidades vizinhas obrigaram seus senhores a outorgá-las igualmente. A partir do século XII ao XV, Nancy renasce de suas cinzas dotada de ricas fortificações em pedra, não cessa de prosperar e de crescer até se converter na capital do ducado.
Em 1298, o castelo ducal termina sua plataforma, ao abrigo das perigosas enchentes do rio la Meurthe (atual rua Lafayette), para instalar-se como palácio à beira da Grand-Rue. A influência da arte da Champaña e germánica foram determinantes nas arquiteturas religiosas e civis desta época.
Até o século XV, os duques trataram sempre de manter um equilíbrio entre o reino da França e o Santo Império Românico-Germánico, garantindo a independência. O artesanato e o comércio, tão ativos na cidade, contribuem para que Nancy chegue a ser uma das praças de mercado e finanças mais importantes da Europa. Sua influência beneficia, consideravelmente, a capital do ducado. Por esta época se edificam importantes monumentos, como o colegiado de Saint-George em 1339, a porta da Craffe (segunda metade do século XV) e o barrio de Saint-Dizier.
Quando o duque Raoul fundou o colegiado de Saint-George no interior de seu palácio, ficou combinado que os duques de Lorena deveriam, ao efetuar sua primeira entrada em Nancy, se dirigir a cavalo até aquele Colegiado e prestariam o juramento de observar os privilégios da cidade e de manter a liberdade do colegiado.
A luta entre armagnacs e burguiñones sacode a Lorena, que a princípios do século XV une-se aos Barrois assegurando a categoria, incontestável de capital do ducado. Contudo, Carlos el Temerario, duque de Borgoña, sitiou Nancy em 1475. A cidade adotou uma estratégia defensiva que consistia em arrasar as cercaninhas e guarnecer as muralhas com potente artilharia. A resistência, ao final, foi inútil e a cidade se viu obrigada a abrir suas portas em  26 de novembro, um capítulo honroso que assegurou a conservação de seus privilégios  e imunidades, assim como a de suas fortificações.
Ao cabo de um tempo, Carlos o Temerário, que havia prometido estabelecer um conselho pleno e construir muitos monumentos importantes, abandonou Nancy para dirigir-se a Suíça, onde sofreu as derrotas de Grandson e Morat (1476), na qual as peças dos batalhões de infantaria suíça deram conta dos valentes cavaleiros de Carlos de Borgonha, antecipando o retorno da infantaria aos campos de batalha como unidades de combate básicas.
Aproveitando o vazio do poder, o jovem René II de Lorena cercou Nancy e somente depois de uma grande resistência por parte das tropas borgoñesas, e ao não restar sobreviventes, decidiram render-se recuperando sua cidade.
Carlos o Temerário regressa rapidamente em 1477 para tentar salvar a cidade, recém conquistada e ao pé de sua muralha se deu uma sangrenta batalha na qual, as tropas borgoñesas foram derrotadas, perdendo Carlos O Temerário a vida na famosa batalha de Nancy em janeiro de 1477, sendo por este motivo que a cidade regressou ao senhorio do Duque da Lorena. O reconhecimento do duque ao esforço de sua capital se evidenciou na construção, pouco depois, da igreja franciscana de "Les Cordeliers", basílica consagrada em 1487 e que se converteria em mausoléu dos duques da Lorena. A cidade se tornou igualmente livre de impostos.
No século XVI, Nancy tomou parte em alguns distúrbios que agitaram a França e a Alemanha, e alguns fieis tentaram introduzir o protestantismo, porém foram  impedidos pelos Duques de Lorena. O fim do século XVI e a primeira parte do XVII mostram um ducado lorenés soberano e independente, porém ambicionado pelo rei da França.
Nesse período as epidemias de peste sacodem a cidade. Contudo, isso não impediu que as artes florescessem na pequena capital, graças a presença de artistas de talento excepcional, como Jaques Callot, Claude Déruet, Jaques Bellange e George de la Tour.
Em 1632, Carlos IV de Lorena, deu asilo a Gastón de Orleans apesar dos protestos do rei de França Luis XIII. Como consequência, os exércitos franceses sitiaram o ducado, e por conseguinte Nancy, no ano de 1632, produzindo-se assim a primeira invasão francesa. A cidade defende-se heroicamente contra o invasor francês, porém a superioridade numérica levou a vitoria ao bando galo. O duque temendo uma derrota quase segura, acordou a retirada dos franceses mediante um tratado. Posteriormente ele se negou a cumprir as condições que havia jurado e isso ocasionou o retorno das tropas francesas a Nancy. O duque pediu novamente a paz, porém o Cardeal Richelieu exigiu que o duque abandonasse Nancy. Ainda que ele quisesse abdicar em favor de seu irmão, o cardeal não permitiria e a cidade teve que render-se em 24 de novembro de 1633. Através de um tratado posterior, Lorena foi cedida ao duque Carlos, porém continuou ocupada.
A Paz dos Pirenéus em 1660 entregou outra vez a Lorena a Carlos IV. Em 1670 o exército francês entrou em Nancy (01 de setembro) saqueando o palácio ducal e apoderando-se dos arquivos  e do Tribunal de Contas. Carlos V de Lorena se esforçou para reparar a cidade submetida a tantos assédios. Levantou novos monumentos, protegeu o comércio, e deu a Nancy nova importância, gerando uma forte admiração do povo pela Casa de Lorena.
O ducado da Lorena  e sua capital Nancy recuperam sua soberania e independência em 1698, através do Tratado de Ryswick. O duque Leopoldo realiza uma nova campanha de reconstrução da cidade, dotando-a de novas muralhas defensivas, uma nova igreja (Iglesia de Saint-Sebastien), uma ópera e todo tipo de hotéis de luxo. O filho de Leopoldo, François se casa com Maria Tereza de Áustria, em 1736 e intercambia com o rei da França Luis XV, o ducado da Lorena pela Toscana. Este fato provoca um grande descontentamento popular e alguns protestos contra a imposição do domínio francês. Por  esta razão, Luis XV efetua um processo de transição e  nomeia seu genro, o ex-rei da Poloni a exilado, Estanislao I Leszczynski, duque da Lorena.
Sem  dúvida, a administração de Estanislau foi favorável, pois foram levantados novos edifícios e as portas triunfais da cidade dedicadas a Luis XV. A famosa Praça Stanislas (antiga Praça Real) data desta época, assim como as grandes transformações urbanísticas que hoje caracterizam boa parte da cidade.
Com a morte do Duque Estanislau em 1766, o ducado da Lorena e sua capital Nancy se convertem em província da França. A Universidade de Pont-à-Mousson, primeira universidade da Lorena, fundada em 1572, é transferida em 1768 para Nancy e instalada nos antigos edifícios do colégio real. 
Finalmente, a cidade de Nancy se associou ao movimento geral da revolução francesa em 1789.
Nancy conhecerá um renascimento em 1871, a Alemanha se apodera de uma grande parte da Lorena e da Alsacia. A fronteira alemã se aproxima 15 km de Nancy, o que faz aumentar, consideravelmente, sua população passando a receber refugiados das províncias ocupadas. Nancy é a porta de França ante o Império alemão. Artistas, intelectuais e industriais buscam nela refugio e pouco a pouco Nancy se converterá na grande cidade industrial que é hoje em dia.
Em 1894 nasce o movimento artístico conhecido como Escola de Nancy (Ecole de Nancy). Esta nova expressão artística se reflete, principalmente, na arquitetura Art Nouveau de muitos edifícios de caráter civil, como a Câmara de Comércio, a vila Majorelle, o café Excelsior e também uma cidade jardim: o parque de Saurupt. Alguns artistas destacados deste movimento foram Émile Gallé, Jacques Majorelle, Eugène Vallin, Jacques Gruber, Jean Prouvé, Jean Daum, etc.
Em 1914 explode a Primeira Guerra Mundial e desafortunadamente Nancy é muito atingida pelos bombardeios dos zepelins alemães. A cidade recebe numerosas honras nacionais em recompensa pela atitude heroica e exemplar durante a guerra.
Em 1954, depois das duas guerras mundiais, Nancy conhece um novo renascer demográfico e diversos planos de urbanização são efetuados. Assim, é criada a cidadela de Haut du Lievre, obra do arquiteto Zehrfuss, onde se construíram os dois maiores edifícios da época feitos na Europa  e que abrigam 15.000 habitantes. As municipalidades situadas ao redor da cidade histórica de Nancy são reunidas em 1959 e se cria a Comunidade Urbana da Grande Nancy.
Em 1983, o conjunto arquitetônico e cultural do século XVIII a Praça Stanislas, Praça da Carriere e a velha cidade, são reconhecidos como Patrimônio da Humanidade pela UNESCO.

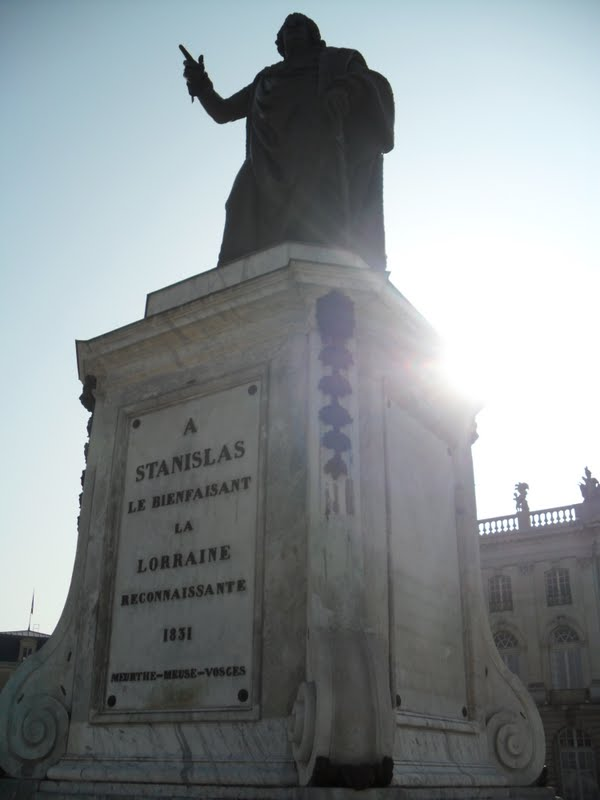
Estanislau da Polônia

## Monumentos
Entre os monumentos mais notáveis podemos citar:
- A Catedral: Os primeiros planos foram destinados, em 1700, a Giovanni Betto (autor da igreja de Saint-Dié  e de obras solicitadas por diversas congregações religiosas) e foi o irmão do duque, François, quem colocou a primeira pedra.

De 1709 a 1715 os trabalhos foram interrompidos. Betto foi muito criticado pelo grande arquiteto francês Jules-Hardouin Mansart, que recomendou equilibrar os volumes com uma cúpula e lanterna na encruzilhada do cruzeiro. Isto não impediu que o arquiteto trabalhasse na obra até 1722, data de sua morte. Germain Boffrand acabou as obras com menos gastos (entre outras coisas, sem a cúpula). 
A ele devemos o desenho  das torres com lanternas (1729) e o das cadeiras do coro. A catedral não deixou de ser distinguida e em 1867 ascendeu a categoria privilegiada de basílica. O acervo da catedral reúne objetos litúrgicos atribuídos a San Gauzelain, bispo de Toul: evangelho do século IX com uma encadernação do século seguinte; pente litúrgico, cálice, patena e placa de marfim do século X, cruzes esmaltadas de Limoges do século XIII; estola de San Charles-Borromée, relicário do século XVII e pesas litúrgicas de prata dos séculos XVII e XVIII.
- Palácio Ducal: Quando René II tornou-se dono dos estados liberados de Carlos el Temerario, percebeu que e castelo de seus antepassados estava caindo em ruínas; em 1502 mandou construir um conjunto de novas vivendas alinhadas à colegiata Saint-Georges.

A concepção do futuro palácio deve-se a Jacques de Vaucouleurs que dirigiu a obra até 1522; as obras prosseguiram nos reinados do filho de René, Antoine, e não se terminaram até o reinado de Charles III.
O estilo característico do Primeiro Renascimento, chamado também “Gótico de transição”, reúne aqui decorados italianos e estruturas marcadas pela Idade Média, como vemos nas balaustradas dos balcões e nas gárgulas, assim como, no pátio interior, no recurso de arcos terciários e contrafortes arrematados com pináculos góticos. Os ajimeces, os medalhões figurados do pátio, a moldura com espirais que correm ao longo da fachada sobre a rua, abaixo das varandas (bem conservadas e restauradas) são típicos do Renascimento. A Sociedade de Arqueologia instalou em 1848 um Museu no Palácio até então abandonado que já havia servido de quartel policial.
Cidade de Arte e História, Nancy surpreende pela riqueza e diversidade do seu património. Fundada na Idade Média e provida de numerosos hotéis particulares do Renascimento e de um Palácio Ducal que fazem o encanto da cidade velha, Nancy foi dotada, no século XVIII, por Estanislau I da Polônia, de um conjunto arquitetónico admirável, atualmente inscrito na lista do Património Mundial pela UNESCO. Assim nasceu a Praça Stanislas, reconhecida como uma das mais belas da Europa. O aparecimento da Arte Nova no início do século XX coloca atualmente a cidade entre as grandes capitais europeias desta corrente artística maior. Com a arquitetura, a marcenaria, o trabalho do vidro e do ferro, e a cerâmica, a natureza está presente em toda a parte, viva, esplêndida e colorida. A cidade nova, com a catedral, a igreja de Notre Dame de Bonsecours, o mercado central e os comerciantes também participam na animação permanente da Cidade Ducal. A gastronomia rica em especialidades locais (bergamota, macaron [bolinho seco de amêndoa], duchesses, amaixa mirabelle...) também contribui para a arte de viver de Nancy.

## Educação
- ICN Business School